# Машаду, Присцила
Присцила Машаду (порт.-браз. Priscila Machado; род. 4 января 1986, Каноас, Бразилия) — победительница конкурса Мисс Бразилия 2011 года. Она представляла Бразилию на конкурсе в Мисс Вселенная 2011, на котором стала первой вице-мисс.

## Мисс Бразилия 2011
Машаду не была фавориткой конкурса Мисс Бразилия 2011. Несмотря на это, она вышла в финал конкурса и 23 июля победила, став одиннадцатой Мисс Бразилия от штата Рио-Гранде-ду-Сул.

## Мисс Вселенная 2011
Присцила Машаду стала второй вице-мисс на конкурсе Мисс Вселенная 2011.

## Личная жизнь
Машаду встречалась с бразильским пловцом и золотым призёром летних Олимпийских игр 2008, Сезар Сьелу.

## Критика
После того как она победила в конкурсе Мисс Бразилия 2011, Машаду была освистана зрителями на канале HSBC Brasil. Сторонники другой кандидатки, были возмущены победой Мисс Риу-Гранди-ду-Сул, кричали оскорбления в адрес победительницы, таких как «peladona» (голая) и «Marmelada» (термин, используемый в бразильском португальском). Одной из причин реакции аудитории стала фотография, появившаяся за несколько дней до конкурса, в котором Машаду появилась топлес, что запрещено правилами конкурса. Однако через несколько дней после победы в конкурсе Мисс Бразилия 2011 года, жюри конкурса защитило Машаду, утверждая, что фотография не должна рассматриваться.
В дополнение к этому, Машаду также вызвала споры в дальнейшем после того как она рассказала, что сделала три пластические операции — увеличение груди, липосакция и ринопластика.